# Mandy Hering
Mandy Hering, född 11 mars 1984 i Guben, är en tysk före detta handbollsspelare. Hon spelade som vänstersexa.

## Karriär
Mandy Hering började spela handboll vid nio års ålder i HV Guben. Från 1998 då hon var 14 spelade hon för Frankfurter HC. Vid 16 års ålder blev hon uppflyttad till Frankfurter HC:s lag i bundesliga. Hon spelade sedan hela sin karriär för Frankfurt.
Mandy Hering spelade för Tyskland i ungdoms-EM  och vann en silveremedalj 2001. Hon gjorde sin landslagsdebut den 9 november 2002 i Minden mot Rumänien. Hon spelade sedan 85 matcher för Tysklands damlandslag i handboll och gjorde 156 mål. Hennes främsta merit var VM-brons vid världsmästerskapet i handboll 2007. Hon var också med i Tysklands OS-lag i Beijing 2008. Hon spelade  också vid EM 2008 och VM 2009 i Kina, där tyskorna slutade på 7:e plats. Hon avslutade sin karriär sommaren 2012 efter skadebekymmer och smärtor som hindrade hennes spel.

## Meriter i klubblag
- Tysk mästare 2004 med Frankfurter HC
- Tysk cupvinnare 2003 med Frankfurter HC